# Arsiè
Arsiè är en ort och kommun i provinsen Belluno i regionen Veneto i Italien. Kommunen hade 2 250 invånare (2018).